# Tayikos
Los términos tayiko y tayico (persa: تاجيک Tājīk, ruso: Таджики, chino: 塔吉克族; pinyin: Tâjíkè zú) son una forma general para designar a una serie de pueblos de idioma persa, situados de forma tradicional en el occidente del actual Afganistán, en Tayikistán y al sur de Uzbekistán. A causa de la guerra de Afganistán (1978-1992) existen amplias poblaciones de refugiados tanto en Irán como en Pakistán. También se los llama Fārsī (persa), Fārsīwān (hablante del persa), y Dīhgān (cf. tayiko Деҳқон, Dehqon, literalmente «campesino», en sentido amplio «asentado» en contraste con «nómada»).
Como denominación propia, el término Tayik, que anteriormente había sido considerado más o menos peyorativo, se ha vuelto aceptable solo durante las últimas décadas, en especial a consecuencia de la administración soviética en Asia Central.
Los tayikos que hablan persa están estrechamente relacionados con los hablantes del persa en Irán, al menos desde el punto de vista de la cultura persa y la historia.
También son llamados tayikos los pertenecientes a una de las 56 minorías étnicas oficialmente reconocidas por el gobierno de la República Popular China, aunque en este caso hablan idiomas iranios orientales y son distintos de los tayikos persas. 
Este pueblo está compuesto por docenas de pequeñas etnias procedentes de la zona este del actual Irán.

## Idioma
El tayiko o tayico es una lengua irania perteneciente a la rama occidental, subgrupo meridional occidental como el persa. En realidad el tayiko, el dari y el persa actual, derivan del persa clásico (o moderno). Pertenece a la familia de lenguas indoiranias. Es el idioma oficial de Tayikistán, aunque también se habla en Uzbekistán, Afganistán y China.
(Los tayikos de China, o del Waján, en realidad no pertenecen al pueblo tayiko. Esta gente se autodenominan como tayikos pero sus idiomas no tiene que ver nada ni con el tayiko ni con el persa, pues tanto el idioma sarikoli como el idioma wajaní pertenecen a las llamadas lenguas pamirianas, que se engloban en la rama oriental, sugbrupo meridional oriental (al igual que el pastún). A estos pueblos se les prefieren llamar sarikolíes y wajaníes respectivamente[cita requerida]. La mayoría de los sarikolíes utiliza el idioma uigur o el idioma kirguís para relacionarse con el resto de etnias locales, mientras que los wajaníes usan el tayiko, el dari o el urdú, dependiendo del país donde viven.
En Irán existen grupos de gente que también se hacen llamar tayikos pero que no tienen nada que ver con los tayikos de este artículo.)

## Historia
El origen de este pueblo está en los antiguos pueblos iranios, como los escitasbactrianos, sogdianos, partos y antiguos persas. En el siglo XI, se habla ya de un grupo nómada procedente de Asia central de nombre tayiko. Algunas excavaciones recientes demuestran que los tayikos habitaron la actual provincia de Sinkiang hace ya más de 3000 años lo que les convierte en uno de los pueblos más antiguos del país.
A finales del siglo XVIII, los tayikos junto con las guarniciones militares de la zona, defendieron la frontera de diversos ataques lanzados por la Rusia zarista que pretendía anexionarse el territorio.

## Ubicación

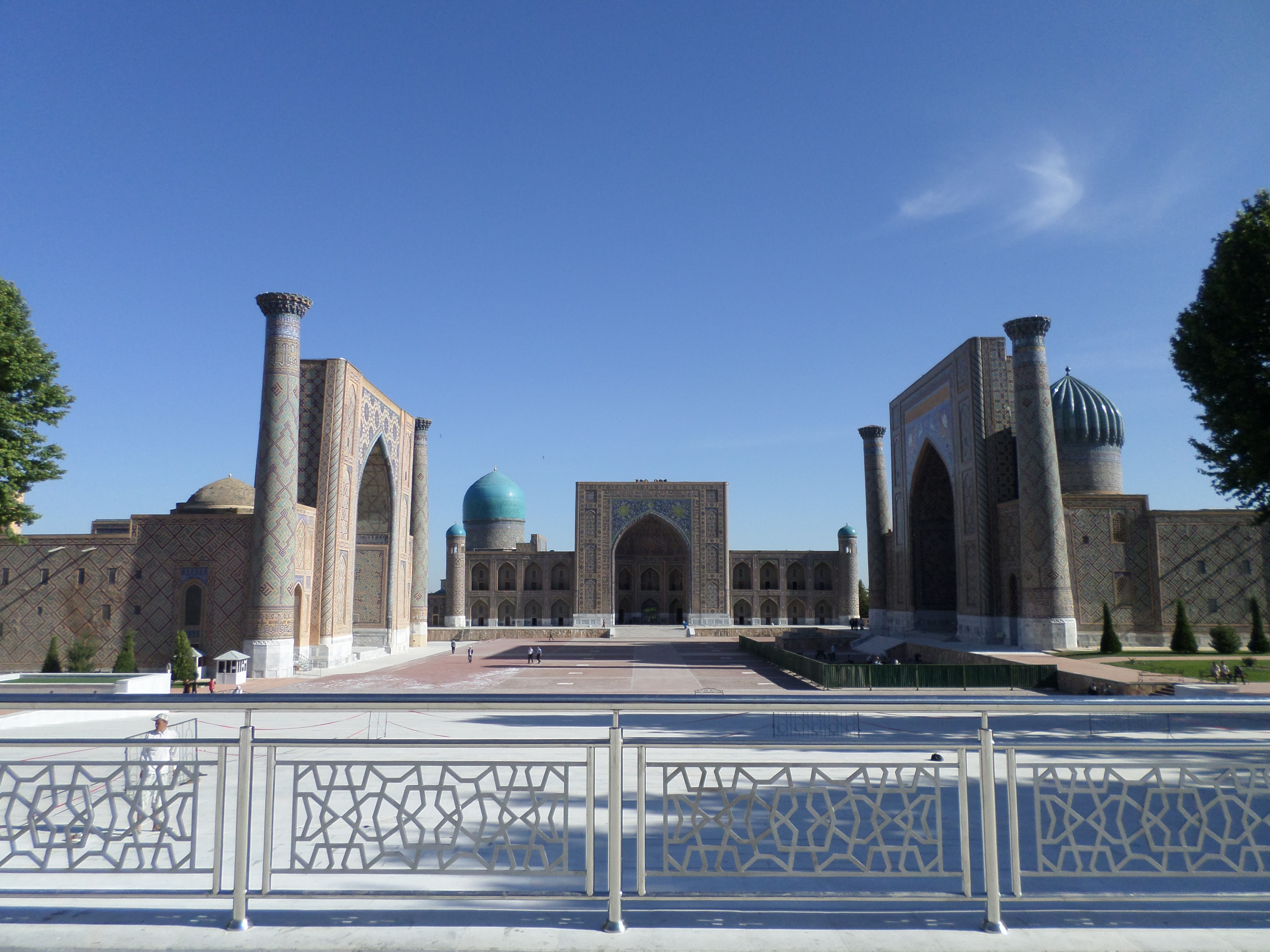
Plaza Registán.

### Afganistán
No hay datos oficiales sobre la cantidad de tayikos de Afganistán, lo cual dificulta su identificación. Según el World Factbook, los tayikos componen el 27 % de la población de Afganistán, sin embargo la Enciclopedia Británica afirma que constituyen la quinta parte de la población. Son mayoría en la capital. Kabul, así como en las ciudades de Mazar-e Sharif, Herat y Gazni y en las provincias de  Balj, Tahar, Badajshán, Samangán, Parván, Panjshir, Kapisa, Baglán, Badghis y Herat.
Los tayikos afganos no se organizan en tribus, y se refieren a sí mismos por la región, provincia, ciudad, aldea o pueblo de donde provienen, por ejemplo Badakhshi, Baghlani, Mazari, Panjsheri, Kabuli, Herati, o Kohistani, entre otros. 

### Tayikistán
Los tayikos constituyen el 84,3 % de la población de Tayikistán, lo cual los convierte en el grupo étnico mayoritario de este país. 

### Uzbekistán
Según las estadísticas oficiales, los tayikos constituyen el 5 % de la población de Uzbekistán, sin embargo, dada su dispersión, es difícil saber con exactitud la cantidad de habitantes que hay, situación que se dificulta más teniendo en cuenta que los censos poblacionales han pasado por alto varios datos, como por ejemplo, los tayikos que, por una u otra razón, prefieren identificarse como uzbekos, por lo cual dichas cifras deben tomarse con precaución. 
Durante la uzbekización emprendida en la era soviética, supervisada por Sharof Rashidov, jefe del Partido Comunista de Uzbekistán, los tayikos de Uzbekistán fueron obligados a escoger entre registrarse como uzbekos en el pasaporte interno, o a migrar a Tayikistán, si bien según el académico Namoz Hotamov, dicho registro no siempre era obligatorio y muchas personas solo lo hacían para acceder a determinados privilegios o a mayores ofertas de trabajo. De acuerdo al iranólogo eslovaco Kamil Banak, en la década de 1970 el tayiko aún era hablado a una gran escala: durante su visita, tras preguntarle a varios lugareños sobre su identidad, estos le respondieron Mo mardumi musalmon, zaboni mo Forsī (Мо мардуми мусалмон, забони мо Форсӣ), que significa Somos musulmanes, [y] nuestro idioma es el persa. En 1989 dejó de ser obligatoria la declaración de nacionalidad en el pasaporte, aunque sí se pidió la declaración del origen étnico. 
Según el censo soviético de 1989, había 933560 tayikos registrados en Uzbekistán, por lo que, partiendo de esa cifra, se podría decir que la cantidad actual no es mayor, o incluso es menor, sin embargo diversas fuentes sugieren que el número podría variar entre los 8 y 12 millones de individuos. Por ejemplo, según Richard Foltz en 1996 los tayikos constituían del 20 al 30 % de la población, mientras que de acuerdo a Hotamov, en 2001 la población tayika era de 3 a 5 millones. De hecho, el número de tayikos pasó del 3,9 % en 1979 al 4,7 % en 1989. 
Muchos tayikos-uzbekos son bilingües en tayiko y uzbeko, y otros tantos solo hablan en uzbeko a pesar de identificarse con el tayiko. Además, hay hijos de familias mixtas que usan cualquiera de los 2 idiomas como lengua cotidiana, situación que se da en muchos tayikos que, aunque usan el persa de forma cotidiana, se sienten más identificados como uzbekos (el propio Hotamov, a pesar de su origen mestizo y de identificarse como tayiko, utiliza el uzbeko y estaba registrado como tal en la URSS).
Los principales núcleos de población tayika de Uzbekistán se encuentran en las ciudades de Samarcanda y Bujará, así como en la provincia de Surxondaryo.

### Kazajistán
Según el censo de 1999, en Kazajistán había 26000 tayikos, representando el 0,17 % de la población.

### Kirguistán
De acuerdo a cifras oficiales, en 2007 había 47500 tayikos en Kirguistán.

### Turkmenistán
Según el último censo soviético, efectuado en 1989, había 3149 tayikos en Turkmenistán. El primer censo del Turkmenistán independiente, llevado a cabo en 1995, contabilizaba 3103, de los cuales la mayoría se ubicaban en las provincias de Lebap y Mary.

### Pakistán
Se calcula que hay 220000 tayikos en Pakistán, principalmente refugiados procedentes de Afganistán, y aunque el número era mayor en los 90, muchos han regresado a Afganistán o han migrado a otros países. En los últimos años han emigrado a Pakistán muchos tayikos de Tayikistán a causa de la difícil situación económica de su país. También hay comunidades procedentes de China. La mayoría viven al norte del valle de Ishkoman. 

### Rusia
De acuerdo al censo de 2010, en Rusia había 200.303 tayikos, más que los 38000 contabilizados en el censo soviético de 1989. Esto se debe a que muchos han emigrado a Rusia tras la disolución de la URSS, principalmente por motivos económicos.

### China
Se conoce como tayikos chinos o tayikos de las montañas (en sarikoli tudʒik, en chino 塔吉克族 - Tǎjíkè Zú) a los pueblos iranios orientales que viven en la provincia de Sinkiang. Su población aproximada es de unas 45.000 personas que se concentran en la zona del condado autónomo tayiko de Tashi Ku'ergan.

## Cultura

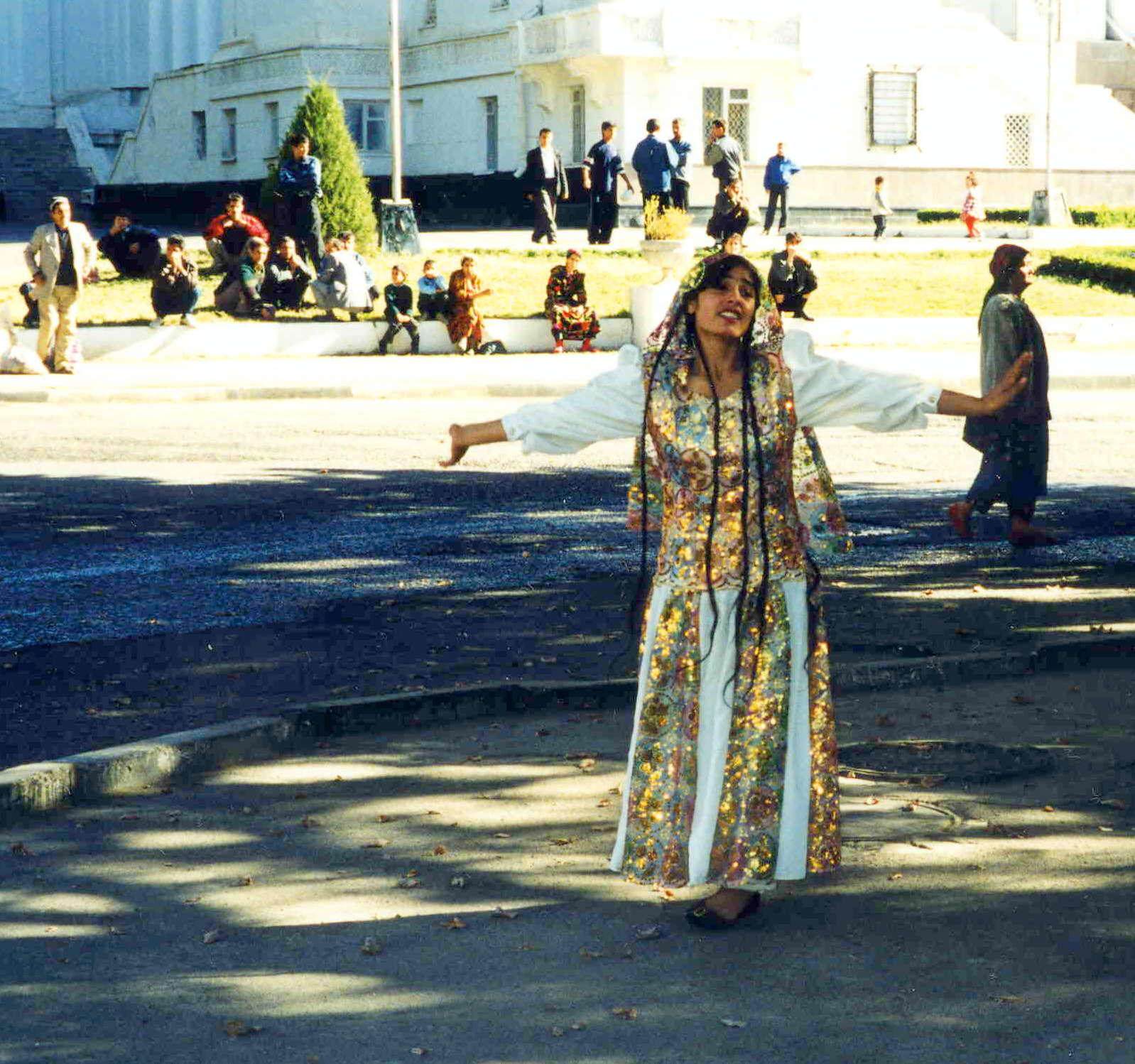
Una bailarina tayika en la capital Dusambé.

Acostumbrados a vivir en zonas frías, los tayikos han adaptado sus costumbres y sus vestimentas al clima extremo. El traje tradicional de los hombres consiste en una chaqueta larga abrochada con cinturones sobre la que se suele colocar en invierno un grueso chaleco realizado en lana. Lo complementan con pantalones largos y muy anchos.

Las mujeres llevan vestidos largos de una sola pieza. Suelen utilizar velo que les cubre casi por completo la cara. Los velos suelen ser de color blanco con la excepción del que utilizan las novias que suele ser de color rojo.
Las viviendas se construyen en piedra para protegerse del frío. Las habitaciones suelen ser espaciosas pero de techos bajos para facilitar su calefacción. Los jóvenes y los ancianos duermen en zonas separadas pero en la misma habitación. Hasta tres generaciones distintas de una misma familia pueden compartir vivienda.
El nacimiento de un bebé es una auténtica fiesta en los poblados tayikos. El acontecimiento se anuncia con tres disparos al aire. Los amigos y familiares que visitan al recién nacido esparcen harina por el suelo de la vivienda como símbolo de los buenos deseos para el bebé. Se suele colocar una escoba bajo la almohada de las niñas para desearle que sea una «buena ama de casa».

## Religión
La mayor parte de los tayikos son suníes, una de las ramas del islam. No tienen mezquitas y suelen reunirse en las casas una vez a la semana para orar en comunidad. La fiesta del Ramadán es una de las más importantes dentro de esta comunidad ya que marca el inicio del año nuevo.
Además del islam, existen también pequeños grupos que practican el animismo, dando una especial importancia a la adoración de los espíritus de los antepasados. Adoran también a las águilas, a las que respetan por vivir en zonas aisladas y solitarias, como ellos mismos. Además, también adoran al Sol y al fuego aunque en menor medida.